# ボリシェビズム (思想)
ボリシェビズム(ボリシェヴィズム、ボルシェビズム、ボルシェヴィズム 英:Bolshevism)は革命的社会主義思想の一つである。その名はボリシェビキに由来している。政治思想としては、ソヴィエト＝レーニン主義、後のマルクス＝レーニン主義の潮流であり、政治体制としては、社会革命を目的とした厳格に中央集権化され、規律的で結束した党体制を特徴とする。その社会革命の狙いは、既存の資本主義国家体制を転覆することで、権力を奪取し、「プロレタリア独裁」を確立することである。
ボリシェビズムは20世紀初頭のロシアに起源を持つ。ロシア社会民主労働党内のウラジーミル・レーニン率いるボリシェビキ派の活動と密接に結びついていた。レーニンはボリシェビズムの主要な理論家でもある。他の理論家としては、レフ・トロツキー、ニコライ・ブハーリン、エフゲニー・プレオブラジェンスキーらが含まれる。マルクス主義の土壌に留まりながら、ボリシェビズムは、同時に19世紀後半の革命家(セルゲイ・ネチャーエフ、ピョートル・トカチョーフ、ニコライ・チェルヌイシェフスキー)のイデオロギーや実践を吸収した。また、ポピュリズムといった国内の急進左翼運動と多くの接点を持った。
1917年10月、ボリシェビキ党は労働者革命評議会(ソヴィエト)で多数派となった。この評議会は二月革命に伴ってロシア中で形成されたものである。それに続く、十月革命においては、ボリシェビキと他の左翼社会主義者達が暫定政府を転覆し、国家権力をソヴィエトの支配下に置くことに成功した。
研究者の中には、ヨシフ・スターリンの計画をボリシェビキ理論であるというように混同する者が多いが、ボリシェビズムは革命的なものであり、スターリニズムはそれに対するテルミドール的な反動であると見なす方が適切である。
「ボリシェビズム」という表現は、後の「共産主義」と同様に、特定の政治的期間においてソヴィエト権力に見られるある特定の一連の特徴であるという意味で西側の歴史学に定着した。現在、「ボリシェヴィキ」という名前そのものが、様々なマルクス＝レーニン主義グループやトロツキストグループによって積極的に使用されている。

## 関連ページ
- ボリシェヴィキ
- ロシア社会民主労働党
- ロシア内戦